# Lampeter
Lampeter is een plaats in het Welshe graafschap Ceredigion.
Lampeter telt 1989 inwoners.